# 2006년 정동진독립영화제
제8회 정동진독립영화제는 2006년 8월 4일에 열린 시상식이다.

## 수상 및 후보

### 땡그랑동전상
- 운수 좋은 날 - 이한종 수상
- 쇼킹 패밀리 - 이경순 수상
- 졸업의 이론과 실제 - 강승표 수상

### 섹션1
- 요구르트 꽃 - 임희대
- 부라보! 김순봉 - 정승구
- 마스크 속, 은밀한 자부심 - 노덕
- 임성옥 자살기 - 류훈

### 섹션2
- 운수 좋은 날 - 이한종
- 아빠가 필요해 - 장형윤
- 낙원 - 김종관
- 해우소 - 최병환
- 누구나 그렇다는 - 윤강로

### 섹션3
- 동방불패 - 최윤희
- 졸업의 이론과 실제 - 강승표
- In The Cold Cold Night 01_Prologue - 기채생
- 가희와 BH - 신동석

### 섹션4
- 쇼킹 패밀리 - 이경순

### 섹션6
- 스케이트 - 조은령
- 이렇게는 계속할 수 없어요 - 윤성호
- 우중산책 - 임순례
- 전쟁영화 - 유채목